# Erik Kaas
Erik Kaas (falecido a 20 de setembro de 1520) foi um prelado católico romano que serviu como bispo de Viborg (1509–1520).

## Biografia
No dia 31 de janeiro de 1509, Erik Kaas foi nomeado bispo de Viborg durante o papado de Júlio II, onde serviu como bispo até ao seu falecimento a 20 de setembro de 1520.